# Rutilodexia
Rutilodexia är ett släkte av tvåvingar. Rutilodexia ingår i familjen parasitflugor.
Kladogram enligt Catalogue of Life:
| Rutilodexia | \| \| Rutilodexia angustipennis \| \| \| \| \| \| Rutilodexia papua \| \| \| \| \| \| Rutilodexia prisca \| \| \| \| |
|             | \| \| Rutilodexia angustipennis \| \| \| \| \| \| Rutilodexia papua \| \| \| \| \| \| Rutilodexia prisca \| \| \| \| |
|             | Rutilodexia angustipennis                                                                                            |
|             | |
|             | Rutilodexia papua |
|             | |
|             | Rutilodexia prisca                                                                                                   |
|             | |